# Kanton Saint-Geniez-d'Olt
Saint-Geniez-d'Olt is een voormalig kanton van het Franse departement Aveyron. Het kanton werd op 22 maart 2015 opgeheven bij toepassing van het decreet van 21 februari 2014. De gemeenten werden opgenomen in het nieuwe kanton Lot et Palanges. Het kanton maakte deel uit van het arrondissement Rodez.

## Gemeenten
Het kanton Saint-Geniez-d'Olt omvatte de volgende gemeenten:
- Aurelle-Verlac
- Pierrefiche
- Pomayrols
- Prades-d'Aubrac
- Sainte-Eulalie-d'Olt
- Saint-Geniez-d'Olt (hoofdplaats)